# 51985 Kirby
51985 Kirby este o planetă minoră (asteroid) din centura de asteroizi. A fost descoperită pe 22 septembrie 2001 la Goodricke-Pigott Observatory⁠(d) de Roy A. Tucker⁠(d). 
Obiectul prezintă o orbită caracterizată de o semiaxă mare de 3,1996819091997 UAi, o excentricitate de 0,1, o înclinație de 5,9 ° în raport cu ecliptica.